# SĽUK
Slovenský ľudový umelecký kolektív nebo SĽUK je profesionální umělecké těleso na Slovensku.
SĽUK navazuje na lidové tradice, umělecky je zpracovává, rozvíjí do stylizovaného uměleckého projevu, který prezentuje prostřednictvím programových představení. Celá tvorba SĽUK-u představuje kolektivní umělecké výtvory, na kterých participuje široký okruh spolupracovníků -skladatelů, choreografů, výtvarníků, odborných pracovníků z oblasti folkloristiky, pedagogů a pod. Během jednotlivých uměleckých období, kterými SĽUK ve svém vývoji prošel, se na uměleckém profilování a směřování účastnili významné tvůrčí osobnosti.
Ze skladatelů národní umělci Alexander Moyzes (tvůrce prvního programu a první dramaturgické linie umělecké činnosti souboru), Eugen Suchoň, Ján Cikker, dále P. Tonkovič, Dezider Kardoš, Július Móži, J. Stelzer, zasloužilí umělci Tibor Andrašovan, Bartolomej Urbanec a jiní. Později se autorský okruh rozšířil o skladatele, kteří byli nositeli nových kompozičních pohledů a přístupů k folklornímu materiálu. Byly to například zasloužilý umělec Ilja Zeljenka, Tadeáš Salva, J. Malovec, Igor Bázlik, Hanuš Domanský, Svetozár Stračina a další.
Z uměleckých pracovníků - choreografů SĽUK-u to byly Š. Tóth, Martin Ťapák, zasloužilý umělec Štefan Nosáľ. Úspěchy tělesa od začátků dodnes jsou spojeny především s choreografické a režijní prací Juraje Kubánka.
Dramaturgie se původně orientovala na mozaikové programy. V posledním období na tzv. uzavřenou programovou koncepci. Programy dosáhly široký repertoárový rozsah co do typů a interpretačního obsazení. V současnosti má SĽUK v repertoáru celosouborové, jakož i komorní programy monotematické i tanečně mozaikové i samostatné programy pěveckého sboru.
SĽUK kromě bohaté domácí produkce úspěšně reprezentoval slovenské lidové umění téměř ve všech zemích Asie, Afriky, Ameriky. Jeho pracovním sídlem je neogotický zámek v Rusovciach, nedaleko Bratislavy.
Do SĽUK-u patří tři organizační složky:
- Taneční soubor
- Pěvecký sbor
- Lidová hudba

## Diskografie
diskografie není kompletní
- Slovenské ľudové - Ľudová hudba SĽUK - Supraphon 03134, EP
- 1973 Vo víre čardášov - Opus 91 140237, LP (1. strana, 2.strana - Ľudová hudba čs. rozhlasu v Bratislave)
- 1987 Spevy nášho ľudu - Opus, LP
- 1997 Zlatá Muzika - Ľudová hudba SĽUK - , CD
- 1998 Ozveny z hôr a dolín, CD
- 2002 Najkrajšie slovenské ľudové piesne, SĽUK 1. - Budú hrať, budú hrať - Forza Music, CD FZ-0027-2-331 EAN 8 588002 302022, CD
- 2002 Najkrajšie slovenské ľudové piesne, SĽUK 2. - O dobrej nálade - Fľaštička, pohárik - Forza Music, CD FZ-0033-2-431 EAN 8 588002 302114, CD
- 2002 Najkrajšie slovenské vianočné piesne a koledy, SĽUK 3 - Šťastia, zdravia, dlhô žitia, vinšujeme vám - Forza Music, CD FZ-0034-2-431 EAN 8 588002 30212, CD
- 2003 Najkrajšie slovenské svadobné piesne, SĽUK 4. – Môj vienok zelený - Forza Music, CD FZ-0047-2-431 EAN 8 588002 302299 , CD
- 2003 Najkrajšie slovenské vianočné piesne a koledy - Dobrý pastier sa narodil - Forza Music, CD FZ-0053-2-431 EAN 8 588002 710070, CD
- 2004 Najkrajšie detské ľudové pesničky a riekanky, SĽUK 6. – Spievanky, spievanky - Forza Music, CD FZ-0064-2-431 EAN 8 588002 710421, CD
- 2004 Najkrajšie slovenské vianočné piesne a koledy - Poďme bratia do Betléma - Forza Music, CD FZ-0071-2-431 EAN 8 588002 710605, CD
- 2005 Najkrajšie slovenské ľudové ľúbostné piesne, SĽUK 8. - Láska, bože, láska - Forza Music, CD FZ-0082-2-431 EAN 8 588002 710841, CD
- 2006 Najkrajšie slovenské žartovno-posmešnícko-erotické piesne, SĽUK 9. - Pýtala sa Eva Adama - Forza Music, CD FZ-0099-2-431 EAN 8 588003 334183, CD
- 2006 Najkrajšie z najkrajších, SĽUK 10. - Forza Music, CD FZ-0109-431 EAN 8 588003 334312, 2CD
- 2006 Výber najkrajších vianočných piesní - Daj Boh šťastia tejto zemi - Forza Music, CD FZ-0110-2-431 EAN 8 588003 334329, CD
- 2007 Slovenská ľudová tanečná hudba, SĽUK 12 - Forza Music, CD FZ-0125-2-431 EAN 8 588003 334466, CD
- 2007 Najkrajšie slovenské vianočné piesne a koledy - O Ježišku roztomilý - Forza Music, CD FZ-0132-2-431 EAN 8 588003 334527, CD
- 2008 Nejkrásnější slovenské lidové - Warner Music  EAN 5051865077923, CD

### Kompilace
- 1987 My (do tanca a na počúvanie) - Milan Lasica – Jaroslav Filip - Opus, LP - B6 - My